# Meteor (aerobarco)
O Meteor, projeto 342, 342E e 342U, é uma série de aerobarcos de passageiros projetados por Alexeev Rostislav Evgenievich.

## História
Lançado em outubro de 1959 a primeira unidade de aerobarcos experimentais Meteor foi para testes de mar entre 1 de novembro e 17 de novembro do mesmo ano. Neste processo de testes o "Meteor" partiu do estaleiro Krasnoye Sormovo em Gorky para Teodósia, o Meteor permaneceu lá por conta do inverno.
A produção em série do modelo foi realizada no Estaleiro Zelenodolsk, de 1961 até 1991 foram produzidas mais de 400 unidades do modelo.

## Galeria

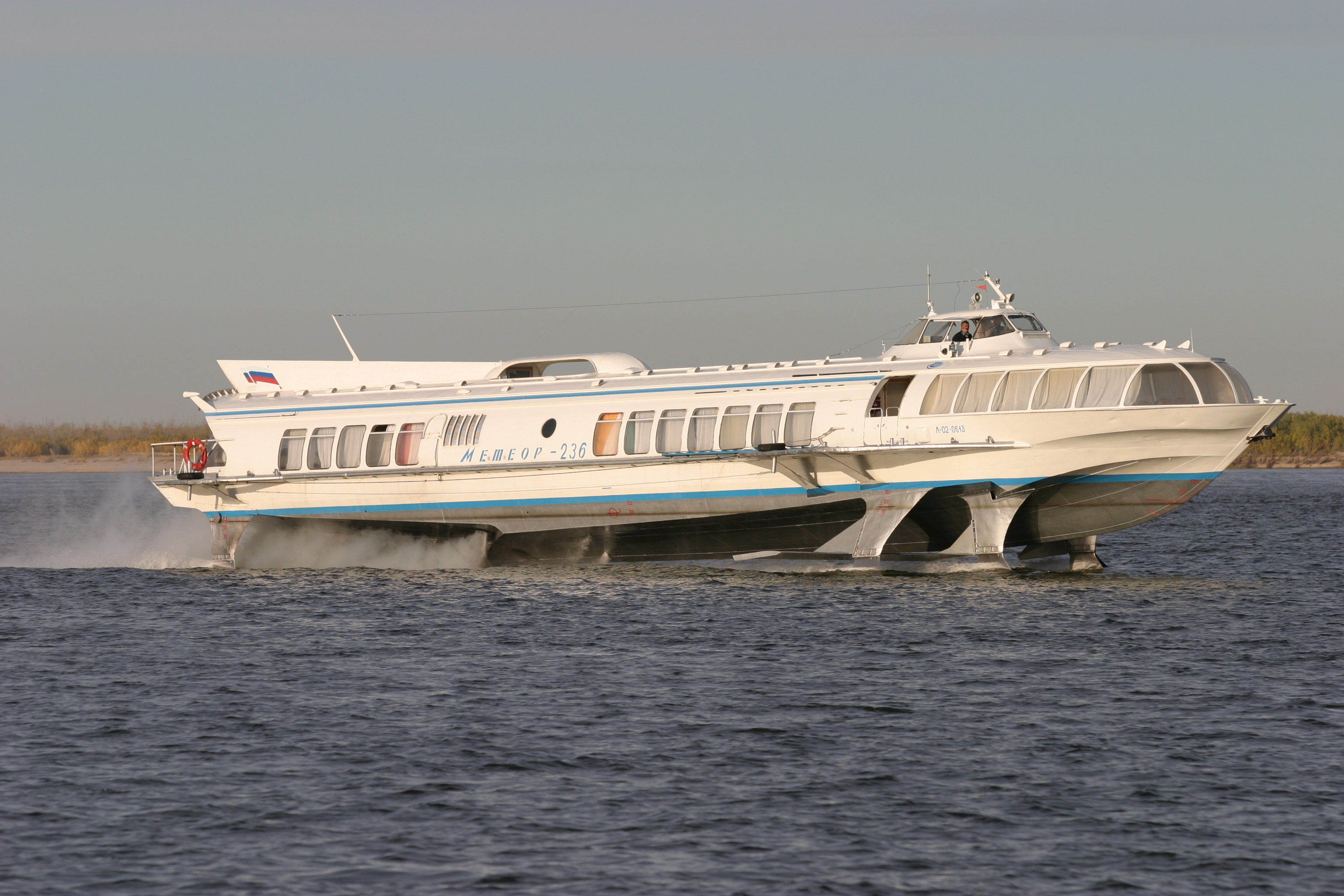
Meteor-236 em 2004 no Rio Lena
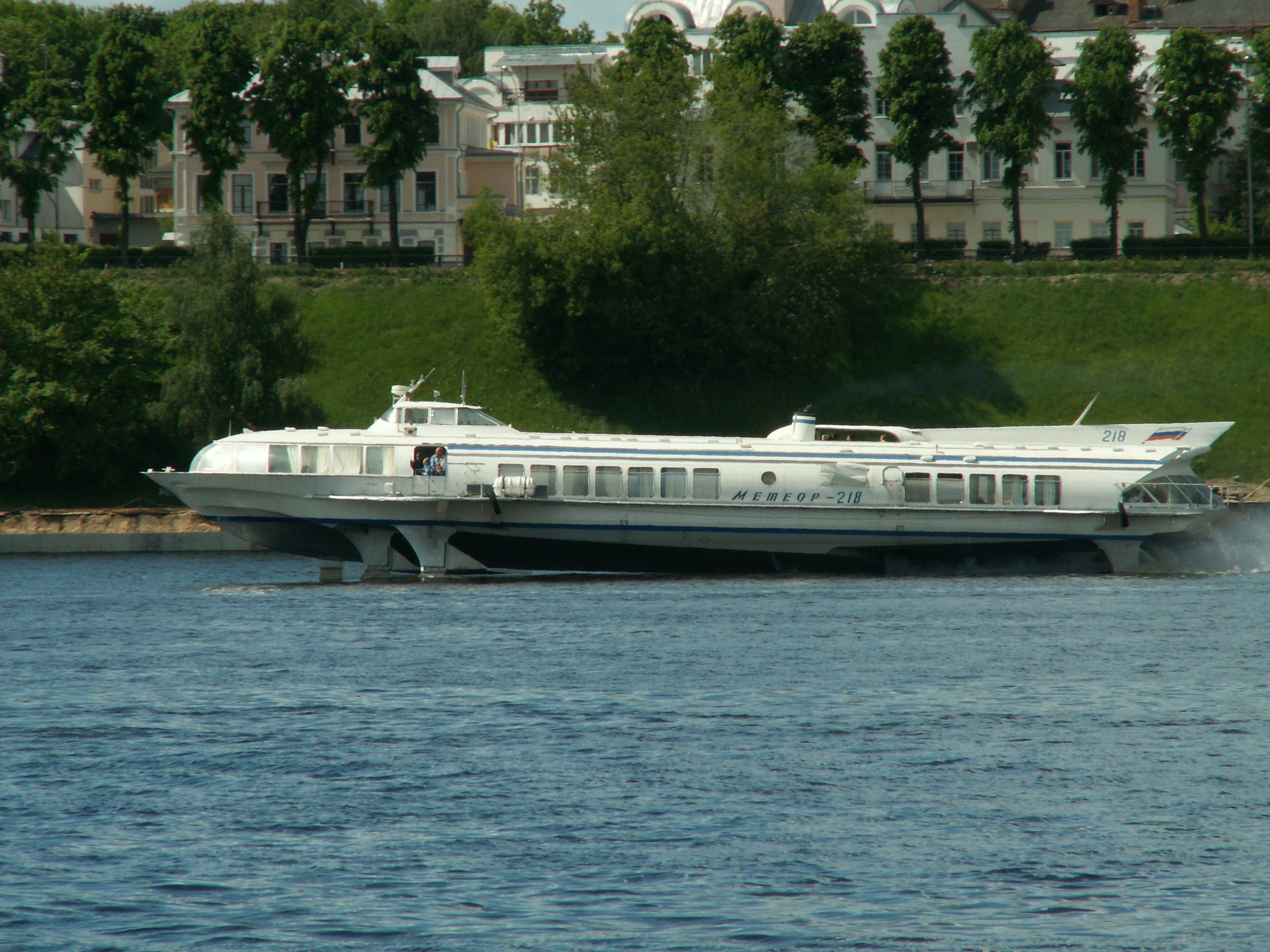
Meteor-208 no Rio Volga em 2009
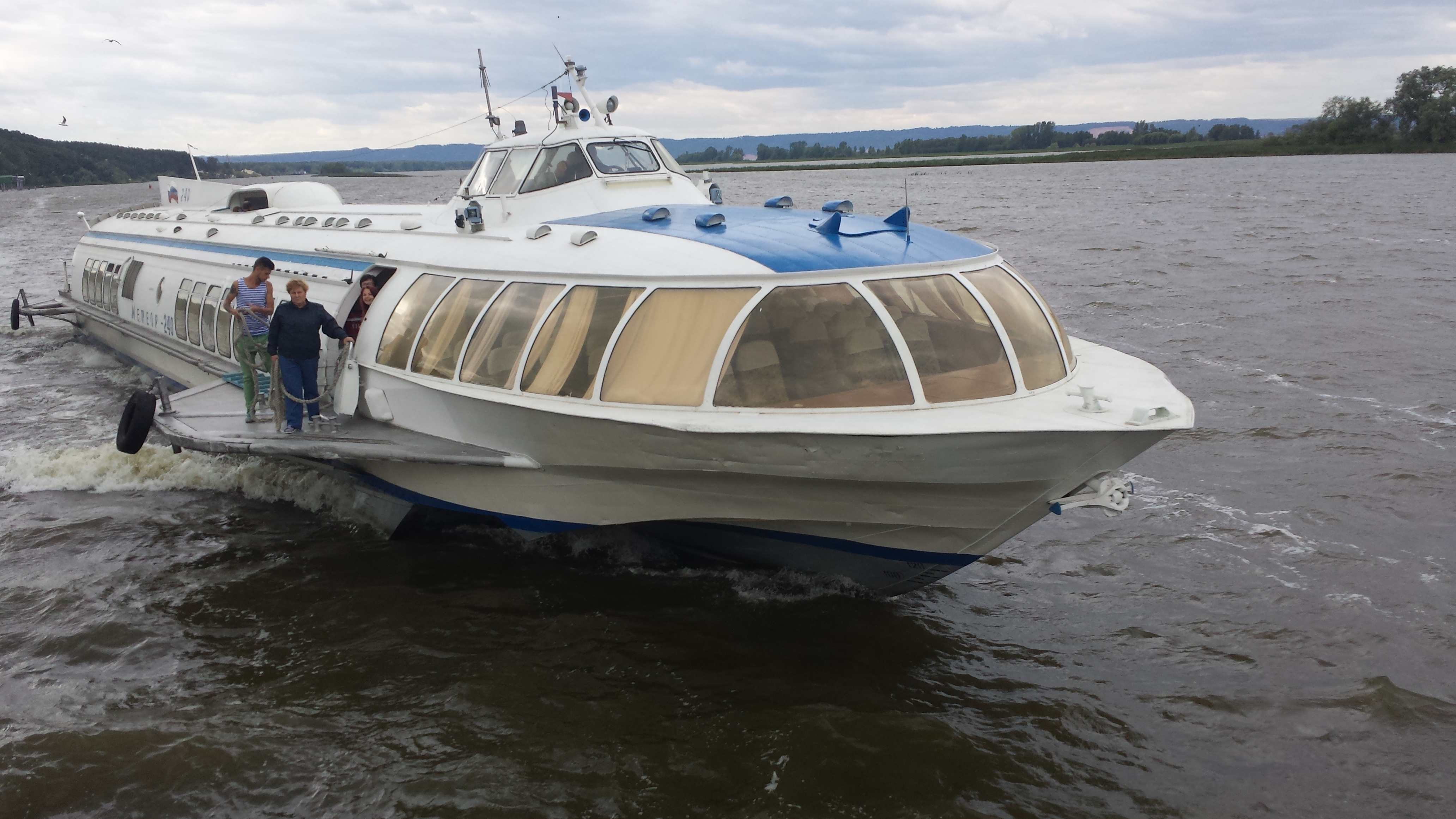
Meteor-240 na Bulgária do Volga c.2014
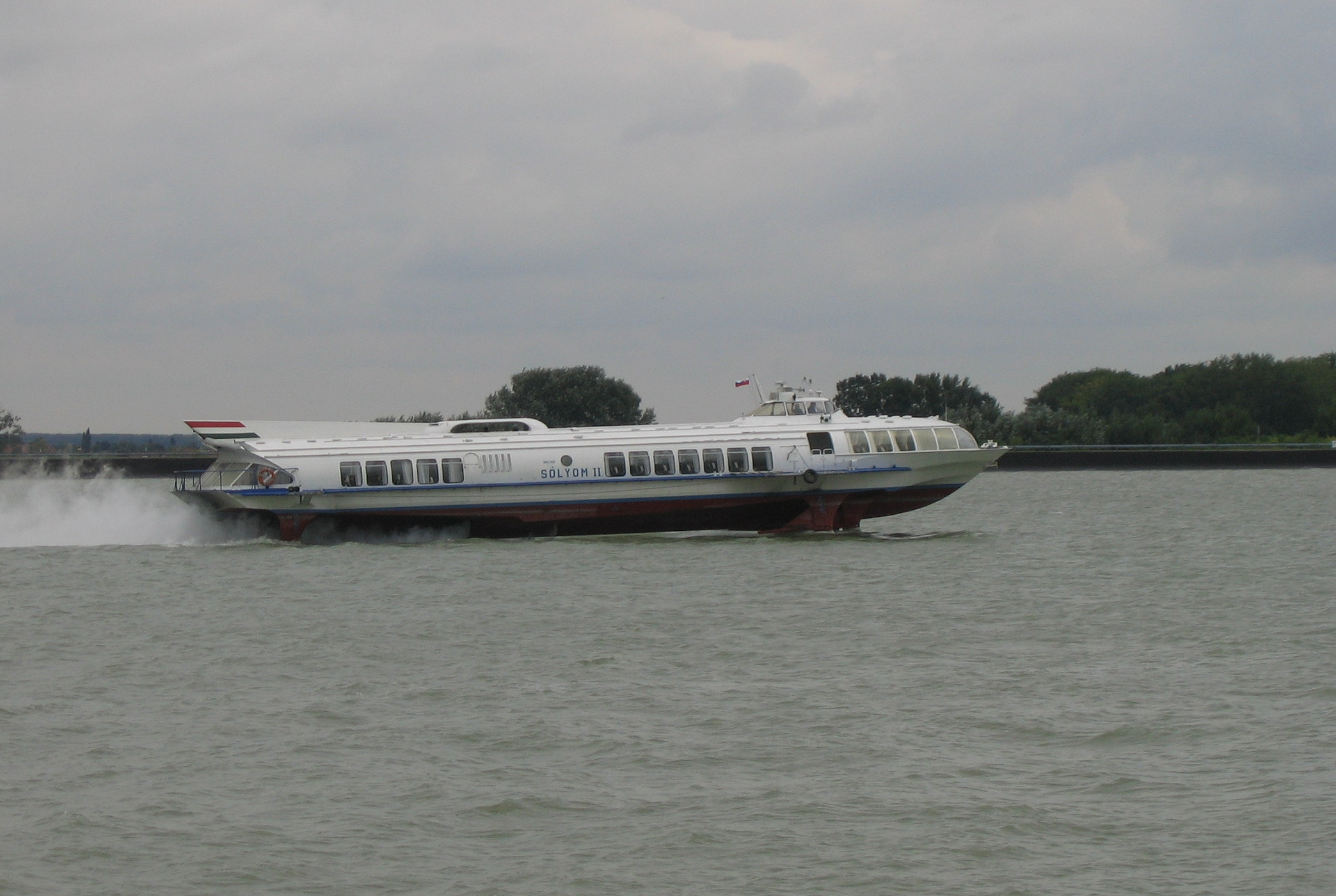
Um Meteor da Eslováquia o Solyom II c.2006